# 以同治同
以同治同是順勢療法中一個重要原則，拉丁文similia similibus curantur可翻譯成「以同類來治療同類」，指的是如某物質能使健康的人患病，那麼將此物質稀釋震盪處理後就能治療該病。例如於順勢療法中，咖啡就被用以醫治心悸、失眠。因為咖啡能導致“心悸、失眠”，所以經稀釋震盪處理後的咖啡就能治療類似咖啡引起的症狀（心悸、失眠）。
德國醫師薩穆埃爾·哈內曼，於翻釋蘇格蘭醫師及化學家威廉·庫倫的醫學著作時，構思出順勢療法的概念。哈內曼對庫倫以金雞納治瘧疾的理論有所質疑，就服用了一些金雞鈉樹皮以觀察其作用。隨之而來的是發燒，打冷戰和關節毒，這些都是類似於瘧疾的症狀。就此哈內曼推斷，凡有用之藥，必使健康之人得症，其症類同於欲治之病，亦即古醫術中"以同治同"之說法。但同樣是服用金雞納樹皮，老奧利弗·溫德爾·霍姆斯於1861年的實驗卻未能得出相同的結果。哈內曼的以同治同法則不過是個假設，而不是科學的定律。
相關科學研究顯示金雞納能治療瘧疾，是因內含奎寧，能殺死致病的瘧原蟲。亦即是說引起症狀的機制並非金雞納有療效的原因。